# Districtul Moravica
Districtul Moravica (în sârbă Моравички округ (Moravski okrug) este o unitate administrativ-teritorială de gradul I a Serbiei. Reședința sa este orașul Čačak. Cuprinde 4 comune care la rândul lor sunt alcătuite din localități (orașe și sate).

## Comume
- Gornji Milanovac
- Čačak
- Lučani
- Ivanjica